# Lionel Chetwynd
Pour les articles homonymes, voir Chetwynd (homonymie).
Lionel Chetwynd est un scénariste, producteur et réalisateur canadien né le 1er janvier 1940 à Hackney en Londres (Royaume-Uni).

## Filmographie

### comme Réalisateur
- 1975 : Morning Comes (+ scénariste)
- 1978 : Deux Solitudes (Two Solitudes) (+ scénariste)
- 1987 : The Hanoi Hilton (+ scénariste)
- 1990 : So Proudly We Hail (TV) (+ scénariste et producteur)
- 2001 : Varian's War (TV) (+ scénariste)
- 2002 : Darkness at High Noon: The Carl Foreman Documents (+ scénariste)

### comme Scénariste
- 1974 : L'Apprentissage de Duddy Kravitz (The Apprenticeship of Duddy Kravitz) de Ted Kotcheff
- 1976 : The Adams Chronicles (en) (feuilleton TV)
- 1976 : Goldenrod (+ producteur)
- 1977 : Johnny, We Hardly Knew Ye (ru) (TV) (+ producteur)
- 1977 : It Happened One Christmas (TV)
- 1981 : A Whale for the Killing (TV)
- 1981 : Miracle on Ice (TV)
- 1981 : Otages à Téhéran (Escape from Iran: The Canadian Caper) (TV)
- 1983 : Sadat (TV)
- 1984 : Children in the Crossfire (TV)
- 1991 : The Heroes of Desert Storm (en) (TV)
- 1994 : Doomsday Gun (en) (TV)
- 1996 : The Siege at Ruby Ridge (TV)
- 1997 : Color of Justice (TV) (+ producteur)
- 1997 : National Desk (série TV) (+ producteur)
- 1998 : Human Bomb (TV)
- 1999 : P.T. Barnum (TV)
- 2003 : DC 9/11: Time of Crisis (TV) (+ producteur)
- 2004 : Ike. Opération Overlord (Ike: Countdown to D-Day) (TV) (+ producteur)

### comme Producteur
- 1988 : Evil in Clear River (TV)
- 1988 : To Heal a Nation (TV)
- 1992 : Fear in America (TV)
- 1992 : The Education Wars (TV)
- 1995 : Kissinger and Nixon (TV)
- 2003 : American Valor (TV)
- 2004 : Celsius 41.11: The Temperature at Which the Brain... Begins to Die